# Kurushima Kinai
Kurushima Kinai est un nom japonais traditionnel ; le nom de famille (ou le nom d'école), Kurushima, précède donc le prénom (ou le nom d'artiste).
Kurushima Kinai (久留島 喜内), décédé le 9 janvier 1757, aussi connu sous le nom Kurushima Yoshita et Kurushima Yoshihiro (久留島 義太), est un mathématicien japonais de l'époque d'Edo.
La planche de jeu japonaise du shogi retient l'attention de Kurushima, et il en est reconnu en son temps comme un maître joueur. Parmi les joueurs de shogi, il est encore aujourd'hui bien connu pour le gambit du « puzzle des sept anneaux », avec les séquences suivantes, le « puzzle de la bague en argent ».
De son vivant, il est reconnu parmi les intellectuels les plus éminents et son talent mathématique est très estimé. Kurushima, comme la plupart de ses contemporains, est très intéressé par les problèmes mathématiques impliqués dans le « carré magique ».

## Ouvrages (sélection)
Les écrits publiés de Kurushima sont peu nombreux :
- Kurushima kyokusū (久留島極数?) OCLC 033747221
- Kyūshi ikō. 1 (久氏遺稿. 天之卷?) OCLC 033745707
- Kyūshi ikō. 2 (久氏遺稿. 地之卷?) OCLC 033746085
- Heihō reiyaku no jutsu (平方零約之術?) OCLC 033745451

## Source de la traduction
- (en) Cet article est partiellement ou en totalité issu de l’article de Wikipédia en anglais intitulé « Kurushima Kinai » (voir la liste des auteurs).